# 소촌역지
소촌역지(召村驛志)는 조선 시대의 책이다. 2018년 12월 20일 경상남도의 문화재자료 제654호로 지정되었다.

## 지정 사유
「소촌역지」는 1894년 의정부에서 편찬한 《영남역지(嶺南驛志)》에 수록된 《소촌도우지(召村道郵志)》와 비교해 볼 때, 훨씬 더 많은 자료를 상세하게 담고 있으며 작성 시기가 1857년으로, 《소촌도우지》보다 30여 년이 앞서는 기록이므로 경상남도 문화재자료로 지정한다.